# Hogo Fogo
Hogo Fogo je český zábavní televizní pořad z produkce TV Nova, který uváděla zpěvačka Hana Zagorová a její manžel Štefan Margita.
Pořad se vysílal v letech 2000–2004. Na scénáři se podílela Hana Zagorová, Štefan Margita a Ivan Rössler. Maskérkou nachytávek byla Jiřina Pahlerová.
V průběhu pořadu vystoupili tři hosté, kteří vyprávěli například vtipné příběhy z natáčení nebo ze své kariéry. Moderátorská dvojice si pro každého hosta vždy připravila nějaké překvapení. Velmi často byli jejich hosté napáleni, než se do pořadu dostali, a to tak, že se některý z moderátorů zamaskoval a vydával se za někoho jiného. Mezi střídáním hostů vždy zazněla nějaká píseň z úst Hany Zagorové, Štefana Margity nebo jejich hostů.